# Liste de peintures de Lovis Corinth
Cette page est une liste de peintures de Lovis Corinth (1858-1925), peintre allemand entre l'impressionnisme et l'expressionnisme.

## Phase Impressionniste
| Image | Thème          | Titre                                                     | Date      | Technique         | Dimensions   | Lieu de Conservation                      | Référence                                  |
| ----- | -------------- | --------------------------------------------------------- | --------- | ----------------- | ------------ | ----------------------------------------- | ------------------------------------------ |
|       | Portrait       | Franz Heinrich Corinth, le père de l'artiste              | 1883      | Huile sur toile   | 108 × 89 cm  | Lenbachhaus, Munich                       | Muséeconsulté le 7 Janvier 2025            |
|       | Portrait       | Marin                                                     | 1884      | Huile sur toile   | 73 × 58 cm   | Collection privée, Vente 2015             | Catalogueconsulté le 7 Janvier 2025        |
|       | Nu             | Homme nu                                                  | 1886      | Huile sur toile   | 85 × 55 cm   | Yale University Art Gallery, New Haven    | Muséeconsulté le 7 Janvier 2025            |
|       | Portrait       | Femme lisant                                              | 1888      | Huile sur toile   | 67 × 54 cm   | Collection particulière                   | Bridgeman Imagesconsulté le 6 Janvier 2025 |
|       | Portrait       | Le Vieux buveur                                           | 1889      | Huile sur toile   | 75 × 59 cm   | Collection privée, Vente 2023             | Catalogueconsulté le 7 Janvier 2025        |
|       | Portrait       | Innocence                                                 | 1890 vers | Huile sur toile   | 66 × 54 cm   | Lenbachhaus, Munich                       | Muséeconsulté le 7 Janvier 2025            |
|       | Paysage        | Vue depuis l'atelier de Munich                            | 1891 vers | Huile sur toile   | 60 × 88 cm   | Staatliche Kunsthalle Karlsruhe           | Muséeconsulté le 7 Janvier 2025            |
|       | Histoire       | Diogenes                                                  | 1892      | Huile sur toile   | 178 × 208 cm | Ostdeutsche Galerie, Ratisbonne           | Muséeconsulté le 7 Janvier 2025            |
|       | Paysage        | Cimetière des pêcheurs à Nidden sur l'isthme de Courlande | 1893      | Huile sur toile   | 113 × 148 cm | Neue Pinakothek, Munich                   | Muséeconsulté le 5 Janvier 2025            |
|       | Portrait       | Autoportrait au squelette                                 | 1893      | Huile sur toile   | 68 × 88 cm   | Lenbachhaus, Munich                       | Muséeconsulté le 5 Janvier 2025            |
|       | Scène de genre | A l'Abattoir                                              | 1893      | Huile sur toile   | 78 × 89 cm   | Staatsgalerie Stuttgart                   | Muséeconsulté le 7 Janvier 2025            |
|       | Scène de genre | Pause dansante à Leistikows                               | 1894      | Huile sur toile   | 87 × 90 cm   | Kunsthalle de Kiel                        | Muséeconsulté le 7 Janvier 2025            |
|       | Portrait       | Le peintre Carl Strathmann                                | 1895      | Huile sur toile   | 111 × 82 cm  | Lenbachhaus, Munich                       | Muséeconsulté le 7 Janvier 2025            |
|       | Mythologie     | Procession bacchante                                      | 1896      | Huile sur toile   | 55 × 100 cm  | Collection privée, Vente 2022             | Catalogueconsulté le 7 Janvier 2025        |
|       | Portrait       | Miss Heck » (Dans le bateau sur le lac de Starnberg).     | 1897      | Huile sur toile   | 58 × 86 cm   | Collection privée, Vente 2016             | Catalogueconsulté le 7 Janvier 2025        |
|       | Portrait       | Les Frères de la Loge                                     | 1898-1899 | Huile sur toile   | 113 × 163 cm | Lenbachhaus, Munich                       | Muséeconsulté le 8 Janvier 2025            |
|       | Nu             | Nu féminin allongé                                        | 1899      | Huile sur toile   | 75 × 120 cm  | Kunsthalle de Brême                       | Muséeconsulté le 6 Janvier 2025            |
|       | Portrait       | Portrait du comte Eduard Von Keyserling                   | 1900      | Huile sur toile   | 99 × 75 cm   | Neue Pinakothek, Munich                   | Muséeconsulté le 6 Janvier 2025            |
|       | Portrait       | Familie Rumpf                                             | 1901      | Huile sur toile   | 113 × 140 cm | Alte Nationalgalerie, Berlin              | Muséeconsulté le 8 Janvier 2025            |
|       | Portrait       | Portrait de Charlotte Berend en robe blanche              | 1902      | Huile sur toile   | 105 × 54 cm  | Musée de la Ville de Berlin               | Muséeconsulté le 8 Janvier 2025            |
|       | Portrait       | Le Pianiste Conrad Ansorge                                | 1903      | Huile sur toile   | 141 × 125 cm | Lenbachhaus, Munich                       | Muséeconsulté le 8 Janvier 2025            |
|       | Portrait       | Portrait du sculpteur Friedrich                           | 1904      | Huile sur toile   | 120 × 120 cm | Fogg Art Museum, Université d'Harvard     | Muséeconsulté le 8 Janvier 2025            |
|       | Portrait       | Mme Marie Moll                                            | 1905      | Huile sur toile   | 120 × 101 cm | Österreichische Galerie Belvedere, Vienne | Muséeconsulté le 8 Janvier 2025            |
|       | Nu             | Mère et enfant                                            | 1906      | Huile sur toile   | 78 × 95 cm   | Collection particulière                   | Fiche Atlas.                               |
|       | Animalier      | Cochon abattu                                             | 1906-1907 | Pastel sur papier | 24 × 34 cm   | Museum of Modern Art, New York            | Muséeconsulté le 6 Janvier 2025            |
|       | Nu             | Nu féminin allongé                                        | 1907      | Huile sur toile   | 96 × 120 cm  | Österreichische Galerie Belvedere, Vienne | Muséeconsulté le 6 Janvier 2025            |
|       | Portrait       | Homme au chapeau souple (copie d'après Frans Hals)        | 1907      | Huile sur toile   | 79 × 65 cm   | Neue Galerie, à Cassel                    | Muséeconsulté le 6 Janvier 2025            |
|       | Scène de genre | Le Masque noir                                            | 1908      | Huile sur toile   | 107 × 89 cm  | Neue Galerie, Cassel                      | Bridgeman Imagesconsulté le 6 Janvier 2025 |
|       | Scène degenre  | Lavage des pieds                                          | 1910      | Huile sur toile   | 106 × 130 cm | Kunsthalle de Mannheim                    | Muséeconsulté le 8 Janvier 2025            |

## Annonce de l’Expressionnisme
| Image | Thème      | Titre                                       | Date | Technique       | Dimensions   | Lieu de Conservation                      | Référence                                       |
| ----- | ---------- | ------------------------------------------- | ---- | --------------- | ------------ | ----------------------------------------- | ----------------------------------------------- |
|       | Portrait   | Dame aux poissons rouges                    | 1911 | Huile sur toile | 74 × 90 cm   | Österreichische Galerie Belvedere, Vienne | Muséeconsulté le 9 Janvier 2025                 |
|       | Paysage    | Vue du Köhlbrand                            | 1911 | Huile sur toile | 135 × 114 cm | Kunsthalle de Hambourg                    | Expositionconsulté le 8 Janvier 2025            |
|       | Paysage    | Le Samson aveuglé                           | 1912 | Huile sur toile | 130 × 105 cm | Alte Nationalgalerie, Berlin              | Muséeconsulté le 8 Janvier 2025                 |
|       | Portrait   | Julius Meier-Graefe                         | 1912 | Huile sur toile | 90 × 70 cm   | Musée d'Orsay, Paris                      | Muséeconsulté le 9 Janvier 2025                 |
|       | Mythologie | Les Prétendants dans la lutte contre Ulysse | 1913 | Huile sur toile | 227 × 213 cm | Galerie berlinoise                        | Muséeconsulté le 8 Janvier 2025                 |
|       | Portrait   | Autoportrait                                | 1914 | Huile sur bois  | 73 × 57 cm   | Neue Pinakothek, Munich                   | Muséeconsulté le 6 Janvier 2025                 |
|       | Portrait   | Autoportrait en chapeau et manteau          | 1915 | Huile sur toile | 118 × 97 cm  | Cleveland Museum of Art                   | Muséeconsulté le 8 Janvier 2025                 |
|       | Portrait   | Ernst Oppler                                | 1920 |                 |              | Neue Galerie, Cassel                      | Muséeconsulté le 6 Janvier 2025                 |
|       | Paysage    | Walchensee, prairie jaune                   | 1921 | Huile sur toile | 70 × 85 cm   | Neue Pinakothek, Munich                   | Muséeconsulté le 6 Janvier 2025                 |
|       | Paysage    | Walchensee, Paysage avec vache              | 1921 |                 |              | Neue Pinakothek, Munich                   | Bildindexconsulté le 5 Janvier 2025             |
|       | Religieux  | Le Christ rouge                             | 1922 | Huile sur bois  | 130 × 107 cm | Neue Pinakothek, Munich                   | Muséeconsulté le 5 Janvier 2025                 |
|       | Paysage    | La Schlossfreiheit à Berlin                 | 1923 | Huile sur toile | 104 × 79 cm  | Neue Nationalgalerie, Berlin              | Muséeconsulté le 9 Janvier 2025                 |
|       | Paysage    | Panorama du lac Walchen                     | 1924 | Huile sur toile | 101 × 200 cm | Musée Wallraf-Richartz, Cologne           | Patrimoine de Cologneconsulté le 7 Janvier 2025 |
|       | Mythologie | Le Cheval de Troie                          | 1924 | Huile sur toile | 105 × 135 cm | Neue Nationalgalerie, Berlin              | Muséeconsulté le 9 Janvier 2025                 |
|       | Religieux  | Ecce Homo                                   | 1925 | Huile sur toile | 191 × 151 cm | Kunstmuseum (Bâle)                        | Muséeconsulté le 6 Janvier 2025                 |
|       | Portrait   | Thomas en armure                            | 1925 | Huile sur toile | 100 × 75 cm  | Musée Folkwang, Essen                     | Muséeconsulté le 9 Janvier 2025                 |
|       | Portrait   | Georg Brandes                               | 1925 | Huile sur toile | 111 × 91 cm  | Musée royal des beaux-arts d'Anvers       | Muséeconsulté le 6 Janvier 2025                 |

## Dates non documentées
| Image | Thème          | Titre                | Date | Technique       | Dimensions | Lieu de Conservation | Référence                       |
| ----- | -------------- | -------------------- | ---- | --------------- | ---------- | -------------------- | ------------------------------- |
|       | Scène de genre | Jeune femme endormie |      | Huile sur toile | 33 × 41 cm | Musée d'Orsay, Paris | Muséeconsulté le 6 Janvier 2025 |